# Wolfgang Schlegel (Physiker)
Wolfgang Schlegel (* 24. Februar 1945 in Hartenstein (Sachsen); † 30. Juni 2022) war ein deutscher Physiker und ein führender Wissenschaftler auf dem Gebiet der Medizinischen Physik.

## Leben
Er studierte in Berlin und Heidelberg Physik. Seine Doktorarbeit absolvierte er am Max-Planck-Institut für Kernphysik in Heidelberg und promovierte 1972. Nach seiner Promotion arbeitete er sein gesamtes späteres Berufsleben am Deutschen Krebsforschungszentrum (DKFZ) in Heidelberg. 1993 wurde er zum Professor für Medizinische Physik an die Universität Heidelberg berufen, nachdem ihm schon 1988 eine Professur in Berlin angeboten worden war. Von 1994 bis 2014 leitete er die Abteilung Medizinische Physik in der Strahlentherapie am DKFZ.
Wolfgang Schlegel starb am 30. Juni 2022 im Alter von 77 Jahren.

## Forschung
Wolfgang Schlegel gilt als Pionier der Medizinischen Physik. Er war einer der führenden Wissenschaftler, die sich mit der Strahlentherapie bei Krebserkrankungen auseinandersetzte. Auf sein Wirken gehen zahlreiche Innovationen zurück, die heute bei Tumorerkrankungen eingesetzt werden können.
In seiner Karriere publizierte er mehr als 200 Originalarbeiten sowie fünf Lehr- und Fachbücher. 
Er war an der Installation des ersten Ganzkörper-Computertomographen 1976 beteiligt, und er entwickelte den sogenannten Lamellenkollimator, der heute in den meisten Bestrahlungsgeräten verbaut ist. Schlegel war außerdem zusammen mit Thomas Bortfeld Erfinder der intensitätsmodulierten Strahlentherapie (IMRT), die heute als klinischer Standard gilt. Diese wurde 2001 für den Deutschen Zukunftspreis nominiert. Er entwickelte außerdem die bildgeführte Strahlentherapie.
2003 erhielt Schlegel den Deutschen Krebspreis und 2010 die Glocker-Medaille der Deutschen Gesellschaft für Medizinische Physik.
2021 erhielt er die Röntgen-Plakette („in Würdigung seiner herausragenden Leistungen zur Entwicklung der intensitätsmodulierten konformalen Strahlentherapie“). Die Laudatio hielt Jürgen Debus vom DKFZ.

## Wolfgang-Schlegel-Stipendium
Die Deutsche Gesellschaft für Medizinische Physik rief nach Schlegels Tod „in Anerkennung seiner bedeutsamen Verdienste“ das Wolfgang-Schlegel-Stipendium ins Leben. Sie unterstützt damit den wissenschaftlichen Nachwuchs der Medizinischen Physik bei externen Aufenthalten an Institutionen im In- oder Ausland. Ziele sind die Förderung wissenschaftlicher Forschungsvorhaben sowie die Implementierung und Weiterentwicklung neu erlernter Methoden und Techniken in der eigenen Klinik der Stipendiaten. Im Jahr 2024 wurden erstmals drei Stipendien vergeben.

## Schriften (Auswahl)
- Anregung von Einteilchenzuständen in 209Bi und kollektiven 0+-Zuständen [Null-Zuständen] in 66,68,70,72Ga durch die (3He,p)-Reaktion. 1972, OCLC 721691763.
- Kerntechnische Regeln erstellende und die Regelerstellung fördernde Institutionen. Köln 1974, OCLC 74243910.
- Entwicklung eines Rechenverfahrens zur dreidimensionalen Strahlentherapieplanung auf der Grundlage tomographischer Bilder. 1986, OCLC 722956736. (Habilitationsschrift)
- Dreidimensionale Strahlentherapieplanung: Tagungsband des Workshops '95 Grundlagen der dreidimensionalen Strahlentherapieplanung (Herausgeber). Konferenzschrift. Heidelberg 1995, ISBN 978-3-00-000041-6.
- The Use of Computers in Radiation Therapy : XIIIth International Conference Heidelberg, Germany May 22–25, 2000. Konferenzschrift (Herausgeber). Springer 2000.
- New Technologies in Radiation Oncology (Herausgeber). Springer  Berlin 2006, ISBN 978-3-540-00321-2.
- mit Christian P. Karger und Oliver Jäkel: Medizinische Physik. Berlin 2018, ISBN 3-662-54800-3.

## Lehrfilme
- 3D Conformal Radiation Therapy: Multimedia Introduction to Methods and Techniques (mit Andreas Mahr). Springer, Berlin 2002 (CD-ROM) / 2007 (DVD)